# Скиффл
Скиффл (англ. skiffle) — тип фолк-музыки — пение с аккомпанементом, сочетающее элементы английских фолк-куплетов и американского диксиленда. Инструментарий непременно включал гитару, гармонику и стиральную доску в качестве ритм-инструмента. Известнейший (и продолжавший выступать вплоть до конца 1990-х) исполнитель скиффл — Лонни Донеган. Скиффл не требует глубоких познаний в музыке и умения хорошо играть на каком-либо музыкальном инструменте, отсюда его простота и популярность.
Первоначально скиффл получил распространение в США в 1900-е годы, затем в 1950-е годы стал популярным в Великобритании. Первая группа Джона Леннона, The Quarrymen, была скиффл-группой. Позже в жанре работал Mungo Jerry.
В советском фильме «Девушка с гитарой» (1958 год, режиссёр Александр Файнциммер) снялась фолк-музыкальная группа из Великобритании «City Ramblers», играющая в жанре скиффл. Она исполнила песню «Доктор Джаз» ("Dr. Jazz").